# Wilcza Góra (województwo śląskie)
Wilcza Góra – wieś w Polsce położona w województwie śląskim, w powiecie kłobuckim, w gminie Przystajń.
W latach 1975–1998 miejscowość należała administracyjnie do województwa częstochowskiego.
Zobacz też: Wilcza Góra